# Siergiej Docenko
Siergiej Aleksandrowicz Docenko (ros. Сергей Александрович Доценко, ukr. Сергій Олександрович Доценко, Serhij Ołeksandrowicz Docenko; ur. 7 września 1947 w Karagandzie, Kazachska SRR, zm. 6 lutego 2006 w Taszkencie, Uzbekistan) – uzbecki piłkarz pochodzenia ukraińskiego, grający na pozycji obrońcy, olimpijski reprezentant ZSRR, trener piłkarski.

## Kariera piłkarska

### Kariera klubowa
Wychowanek klubów Dinamo Taszkent i Pachtakor Taszkent. Karierę piłkarską rozpoczął w 1965 w drużynie Politotdieł Jangibazar, skąd w 1966 przeszedł do Pachtakoru Taszkent. W 1971 został zaproszony do Dynama Kijów. W 1975 występował w Czornomorcu Odessa. W 1976 ukończył karierę piłkarską w Pachtakorze Taszkent.

### Kariera reprezentacyjna
13 października 1971 zadebiutował w olimpijskiej reprezentacji ZSRR w spotkaniu z Austrią wygranym 4:0. W 1966 w składzie juniorskiej reprezentacji ZSRR został mistrzem Europy.

## Kariera trenerska
Po zakończeniu kariery piłkarskiej od 1977 trenował takie kluby jak Chorezm Chonka, Pachtakor Taszkent, Awtomobilist Namangan, Jeszlik Dżyzak, Sugdijona Dżyzak, Worskła Połtawa, Temp Szepietówka, Metalist Charków, FK Sumy, Dinamo Samarkanda, DAS Czygataj, Traktor Taszkent oraz Szurtan G’uzor. 6 lutego 2006 zmarł w wieku 59 lat

## Sukcesy i odznaczenia
- Mistrz Europy juniorów:

1966
- Mistrz ZSRR:

1971
- Wicemistrz ZSRR:

1972, 1973
- Finalista Pucharu ZSRR:

1968, 1973
- Nagrodzony tytułem Mistrza Sportu ZSRR w 1966.